# ПІК (група компаній)
ПІК (рос. ПИК) — російська девелоперська і будівельна компанія з осідком у Москві.

## Діяльність
Група компаній «ПІК» займається будівництвом і реалізацією житла економ-класу переважно в сегменті індустріального домобудівництва. Компанія здійснює свою діяльність в 27 містах Росії, з фокусом на Москву і Московську область. З початку діяльності група побудувала понад 14 млн м нерухомості (близько 220 000 квартир). Земельний банк ГК ПІК станом на 31 грудня 2013 р склав 7 млн м².
До групи компаній «ПІК» входить понад 50 підрозділів в різних регіонах Росії, штат співробітників налічує близько 11 000 чоловік. Група має акредитацію в 18 найбільших російських банках.